# Pocsaj
Pocsaj é uma vila da Hungria, situada no condado de Hajdú-Bihar. Tem 49,55 km² de área e sua população em 2019 foi estimada em 2.642 habitantes.